# Asandro

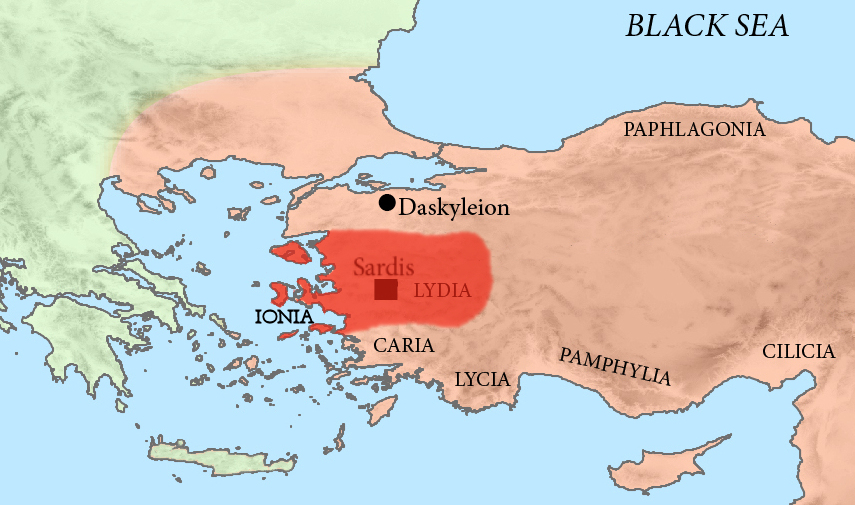
Mapa de Lidia

Asandro (en griego Άσανδρoς; vivió en la segunda mitad del siglo IV a. C. fue hijo de Filotas, y hermano de Parmenión. Alejandro Magno ( 336 - 323 a. C.) le nombró en 334 a. C. gobernador de Lidia y otras partes de la satrapía de Espitrídates. También tuvo a su mando un ejército lo suficientemente fuerte como para mantener la autoridad de Macedonia.
A comienzos del año 328 a. C., Asandro y Nearco llevaron a una serie de mercenarios griegos a Alejandro, que estaba en ese momento en Zariaspa.
En la división del imperio después de la muerte de Alejandro, en 323 a. C., Asandro obtuvo la satrapía de Caria, cargo posteriormente confirmado por Antípatro de Macedonia.
Bajo las órdenes de Antípatro luchó contra Átalo de Macedonia y Alcetas, ambos partidarios de Pérdicas, pero fue derrotado por ellos. 
En el 317 a. C., Asandro aprovechó la expedición de Antígono en las satrapías orientales del Imperio contra Eumenes de Cardia, en Fars y   y Media para acrecentar su influencia en Asia Menor, y fue, sin duda, un miembro de la confederación formada por Ptolomeo, gobernador de Egipto, y Casandro, gobernante de Macedonia, contra Antígono. 
En 315 a. C., cuando comenzó Antígono las operaciones contra los confederados, envió a Ptolomeo, un sobrino suyo, con un ejército para aliviar Amisos, y para expulsar de Capadocia al ejército con que Asandro había invadido ese país; pero como Asandro tenía el apoyo de Ptolomeo y Casandro, logró mantenerse hasta el 313 a. C., cuando Antígono marchó contra él, y le obligó a celebrar un tratado por el que fue obligado a renunciar a todo su ejército, y devolver la libertad a las ciudades griegas de la costa, reconocer su satrapía de Caria como un regalo de Antígono, y dar a su hermano Agatón como rehén. Pero después de unos días Asandro rompió este humillante tratado: logró recuperar a su hermano de las manos de Antígono, y envió embajadores a Ptolomeo y a Seleuco para obtener ayuda. Antígono indignado por estos actos, inmediatamente envió un ejército para restablecer la libertad de las ciudades griegas por la fuerza de las armas. Caria también parece que fue conquistada, y a partir de este momento Asandro desaparece de la historia.